# John Lecompte
John Lecompte   (Quebec, 28 de juliol de 1914 - Nairobi, 21 de febrer de 1970) va ser un jugador d'hoquei sobre gel canadenc que va competir durant les dècades de 1930 i 1940.
El 1948 va prendre part en els Jocs Olímpics d'Hivern de St. Moritz, on guanyà la medalla d'or en la competició d'hoquei sobre gel.
El 2008 fou inclòs al Canadian Olympic Hall of Fame.